# Du sang sur le green
Du sang sur le green (titre original : Back Spin) est un roman policier américain de Harlan Coben écrit en 1997. C'est le quatrième roman de Harlan Coben dont le héros est Myron Bolitar.
Le roman est traduit en français en 2006. 

## Résumé
À New York, de nos jours, Myron Bolitar se rend au Merion Golf Club pour assister à l'U.S. Open dans le seul but de se trouver de nouveaux clients. L'agent sportif est accosté par un homme, Stone Buckwell qui le conduit auprès d'une femme nommée Linda Coldren, numéro un féminin du golf mais aussi la cousine de Win.
Alors que l'on voit son mari Jack Coldren, à l'écran prendre la tête du concours, Myron apprend que leur fils, Chad âgé de seize ans, a disparu deux jours avant le début du tournoi. 
Enlèvement, fugue, mise en scène pour soutirer de l'argent à ses parents ? Myron va mener son enquête seul car Win, son ami, ne veut plus entendre parler de cette branche de la famille. Il est fâché avec Jack et sa mère depuis de nombreuses années.
Jack Coldren est en train de réaliser le même exploit sur le même circuit que celui qui l'a amené au sommet vingt-trois ans auparavant. Il mène au quinzième trou de neuf points et personne ne voit comment il pourrait perdre ce tournoi. Sa femme trouve une enveloppe dans laquelle se trouve un doigt coupé de Chad. Cela va anéantir Jack qui finit le concours à égalité avec Tad Crispin, son principal concurrent.
La nuit suivante est très mouvementée, Myron recherche un jeune skinhead nommé Tito, qu'il soupçonne d'avoir participé à l'enlèvement de Chad. Mais il le retrouve mort au volant de sa voiture. Le matin, Jack Coldren est retrouvé mort lui aussi, assassiné sur le parcours de golf, à la carrière, l'endroit précis qui lui a porté malchance vingt-trois ans plus tôt.
Le fils Chad est libéré par ses ravisseurs dès que la nouvelle du décès de son père est connue. Sans aucune remise de rançon, pourquoi avoir enlevé Chad si ce n'est pas pour de l'argent ? Myron va découvrir que c'est Esme Fong l'assistante de 'Zoom' qui l'a fait enlever dans le seul but que Jack accepte de perdre le tournoi au profit du jeune Tad Crispin. Mais celle-ci perd le contrôle sur le ravisseur Tito et doit l'abattre. Mais qui a tué Jack à la carrière ? Linda, sa femme, pour quelle raison ?

## Personnages
- Myron Bolitar : agent sportif et fondateur de MB Sport, c'est un ancien basketteur de haut niveau. Il a dû arrêter sa carrière à cause d'une blessure au genou. Ancien agent du FBI, il est spécialiste des arts martiaux.

- Windsor Horne Lockwood surnommé "Win" : ami depuis l'université avec Myron. Ils font équipe pour les enquêtes. Héritier multi-milliardaire, il est également un homme de l'ombre et est féru aux arts martiaux. Il aime la justice et peut se montrer violent envers ceux qui ne le respectent pas.

- Espéranza Diaz: ancienne catcheuse professionnelle sous le nom de "Petite Pocahontas", d'origine hispanique, elle est petite et athlétique. Elle est l'amie et la secrétaire de Myron. Elle suit des cours pour devenir avocate.

- Big Cyndi :  elle est la nouvelle secrétaire de l'agence. C'est aussi une ancienne catcheuse au physique hors normes sous le nom de "Big Chief Mama" et amie d'Espéranza.

- Stone Buckwell dit 'Bucky' : est le frère de la mère de Win.

- Linda Coldren : fille de Buckwell, n'a pas revu Win depuis l'âge de huit ans car il lui faisait peur. C'est une joueuse professionnelle de golf.

- Jack Coldren : son mari, joueur professionnel n'a jamais remporté de grand tournoi. Il y a vingt-trois ans, il aurait pu mais au seizième trou, il a perdu toutes ses chances de gagner alors qu'il menait largement aux points.

- Chad Coldren : fils de Linda et de Jack. Il a seize ans.

- Victoria Wilson : avocate et amie de la famille Coldren.

- Norman Zuckerman dit 'Zoom' : agent sportif de Linda Coldren. C'est le concurrent direct de Myron Bolitar.

- Esme Fong : jeune collaboratrice de 'Zoom', ferait tout pour arriver à ses fins, garder Tad Crispin dans leur agence.

- Tad Crispin : jeune golfeur, c'est son premier grand tournoi et il talonne J. Coldren depuis le début. Il a pour agent sportif 'Zoom' mais souhaiterait signer chez MB Sport.

- Llord Rennart : ancien caddie de Jack Coldren, ce dernier l'a accusé de lui avoir donné un mauvais golf pour le faire perdre, vingt-trois ans plus tôt. Il se serait suicidé au Pérou.

- Diane Hoffman : nouveau caddie de J. Coldren, inconnue dans le métier avant.